# Tourtouse
Tourtouse – miejscowość i gmina we Francji, w regionie Oksytania, w departamencie Ariège.
Według danych na rok 1990 gminę zamieszkiwały 174 osoby, a gęstość zaludnienia wynosiła 15 osób/km² (wśród 3020 gmin regionu Midi-Pireneje Tourtouse plasuje się na 889. miejscu pod względem liczby ludności, natomiast pod względem powierzchni na miejscu 976.).